# 劉源 (成化進士)
劉源（1437年—？），字汝潔，順天府宛平縣人，民籍。明朝政治人物。進士出身。

## 生平
順天府鄉試第八十八名。成化五年（1469年）乙丑科會試第八十三名，殿試登進士第三甲第一百六十七名。

## 家族
曾祖劉孝先。祖父劉英。父亲劉俊。